# Tessin (Rostock)
För andra betydelser, se Tessin (olika betydelser).
Tessin  är en stad i det nordtyska förbundslandet Mecklenburg-Vorpommern.
Staden ingår i kommunalförbundet Amt Tessin tillsammans med kommunerna Cammin, Gnewitz, Grammow, Nustrow, Selpin, Stubbendorf, Thelkow och Zarnewanz.

## Geografi
Tessin ligger öster om Rostock i distriktet Rostock. Genom staden rinner ån Recknitz.
I dag har Tessin fem ortsdelar: Tessin, Klein Tessin,  Helmstorf, Groß Gramstorf och Vilz.

## Historia
På Tessins nuvarande plats låg på 1100-talet en vendisk borg.
Orten fick tysk befolkning under 1200-talet där Tessyn omnämns första gången (1253).  Under denna tid tillhörde orten herrskapet Rostock och fick stadsrättigheter omkring 1321. 1323 tillföll Tessin herrskapet Mecklenburg och kom till hertigdömet Mecklenburg 1348.
Vid slutet av 1800-talet anslöts Tessin till en järnväg mot Rostock (1895) och ett mejeri (1892), ett tegelverk (1889) och en sockerfabrik (1896) grundades.
Under östtyska tiden tillhörde staden distriktet Rostock-Land (1952–1994) som låg inom länet Rostock.

### Befolkningsutveckling
Befolkningsutveckling  i Tessin
Källa:,

## Sevärdheter

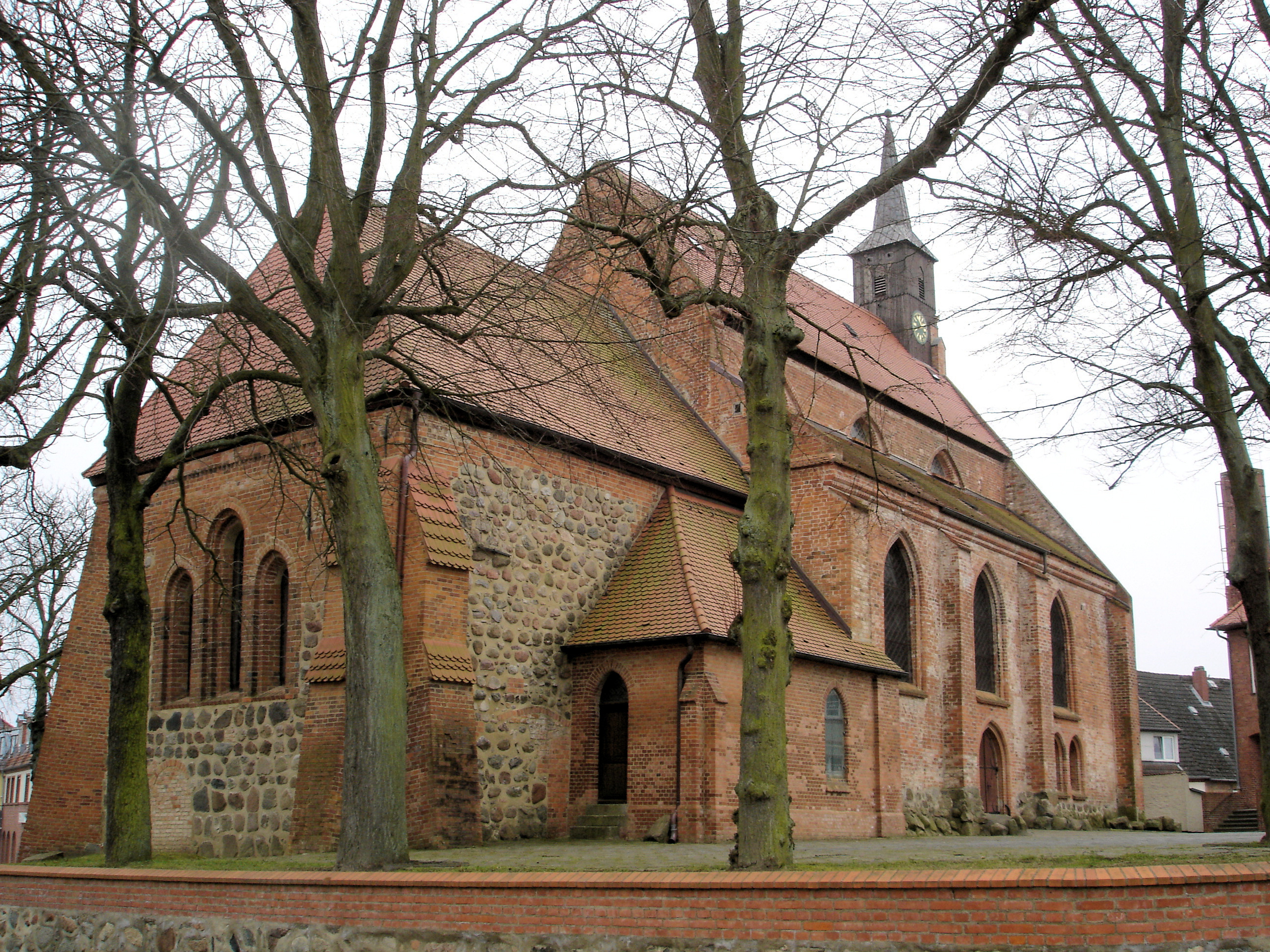
Kyrkan i Tessin

- Gotiska Johanniskyrkan från 1300-talet
- Korsvirkeshus Mühlenhaus från 1700-talet

## Vänorter
Tessin har följande vänorter:
- Großhansdorf, i Tyskland (sedan 1990)
- Postomino i Polen (sedan 2001)

## Kommunikationer
I Tessin börjar järnvägen Tessin-Rostock som drivs med regionaltåg.
Söder om staden går motorvägen (tyska:Autobahn) A 20. Dessutom går förbundsvägen (tyska: Bundesstraße) B 110 genom staden som förbinder Rostock och Demmin.